# Aechmea filicaulis
Espèce
Classification phylogénétique
Synonymes
- Billbergia filicaulis Griseb.

Aechmea filicaulis est une espèce de plante de la famille des Bromeliaceae, endémique du Venezuela.

## Synonymes
- Billbergia filicaulis Griseb.[2].